# Coeliccia flavostriata
Coeliccia flavostriata – gatunek ważki z rodziny pióronogowatych (Platycnemididae). Endemit Borneo występujący w zachodniej części wyspy.